# Данбери (Тексас)
Данбери (енгл. Danbury) град је у америчкој савезној држави Тексас. По попису становништва из 2010. у њему је живело 1.715 становника.

## Демографија
Према попису становништва из 2010. у граду је живело 1.715 становника, што је 104 (6,5%) становника више него 2000. године.
| Група             | 2000.         | 2010.         |
| Белци             | 1.338 (83,1%) | 1.429 (83,3%) |
| Афроамериканци    | 10 (0,6%)     | 13 (0,8%)     |
| Азијати           | 5 (0,3%)      | 8 (0,5%)      |
| Хиспаноамериканци | 250 (15,5%)   | 235 (13,7%)   |
| Укупно            | 1.611         | 1.715         |